# Kilcoy
Kilcoy är en by i Highland i Skottland. Byn är belägen 13 km 
från Inverness. Orten har 369 invånare (2011).